# سيمون كونواي موريس
سيمون كونواي موريس (بالإنجليزية: Simon Conway Morris)‏ هو إحاثي بريطاني، ولد في 6 نوفمبر 1951 في كارشالتون في المملكة المتحدة.

## وصلات خارجية
- سيمون كونواي موريس على موقع إن إن دي بي (الإنجليزية)